# رود کاسای
رود کاسای (به پرتغالی: Rio Cassai) رودی جاری در مرکز و جنوب غربی آفریقاست که از شرق فلات بیه در آنگولا سرچشمه گرفته و پس از پیمودن ۴۰۲ کیلومتر به سمت شرق، با تغییر مسیر به سمت شمال و پیمودن ۴۳۸ کیلومتر دیگر، مرز بین آنگولا و کنگو را تشکیل می‌دهد. چندین آبشار و تندآب در طول مسیر رود کاسای وجود دارند و این رود با گذر از آنها عریض‌تر و عمیق‌تر شده و کشتی‌رانی در آن ممکن می‌شود. کاسای سپس در بخش‌های پایین‌دستش وارد جنگل‌های بارانی استوایی می‌گردد. این رود سپس پیش از تلاقیش با رود کوانگو تشکیل برکهٔ ویسمان را می‌دهد و پس از آن رود فیمی که از دریاچه مای-ندومبه سرچشمه گرفته‌است به کاسای می‌پیوندد. از این نقطه به‌بعد کاسای با نام رود کوا شناخته می‌شود و در نهایت با گذر از جنوب غربی کنگو، به رود کنگو می‌ریزد.
این رود که با درازای ۲٬۱۵۳ کیلومتری خود، طولانی‌ترین رود در حوضهٔ آبخیز رود کنگو به‌شمار می‌رود یکی از مهمترین رودهای جنوبی تأمین‌کنندهٔ آب این رودخانه است، به‌نحوی که حجم آبی در حدود یک پنجم جریان اصلی در کواماوث، در ۲۰۰ کیلومتر بالاتر از برکهٔ مالبو در کنگو از رود کاسای وارد رود کنگو می‌شود.